# Теодор Студит
Теодор Студит (759 — 826) био је хришћански светитељ. Био је византијски монах, аскета и књижевник. 

## Биографија
Као је син дворског чиновника, рођак светог Романа Слаткопојца (491—560), Теодор је примио добро образовање од мајке, под утицајем свог ујака Платона, игумана манастира Сакудион, који се 22 година подвизавао у овом манастиру. 
Током живота Платона, Теодор је постао игуман и постао познат као аскета и проповедник. 798. преселио са својим ученицима у Студитски манастир, где је стекао велико поштовање у цркви. Теодор је завео строг типик у манастиру, који се састојао од много молитве и личног рада братства. 
Као угледан пастор и монах који се борио против свих неправилности у црквеним питањима, успротивио се неканонском разводу и поновном венчању цара Константина VI, иако је брак био одобрен од стране патријарха. Због тога је био подвргнут мучењу и протеран у избеглиштво. Убрзо након смрти Константина VI вратио се у манастир (797.) Када се поставило се питање крунисања Константиновог наследника, Теодор се поново побунио против цара и патријарха, и био је протеран на једно од Принчевских острва, где је провео две године (809.--811.) 
По смрти цара Нићифора I, Теодор се тријумфално враћа у свој манастир. Мање од три године, јер је ушао у нову борбу: овај пут против Иконоборства. Када је цар Лав V Јерменин сазвао је сабор против поштовања икона, Теодор је устао против царске политике. У иконобортву је видео кршење слободе цркве, а у порицању видљивости Христа нарушавање потпуности Његове људске природе. Иако није био догматичар оригиналности и дубине, његовог претходника Јована Дамаскина, био је и остао један од највећих заштитника православља.
Још за живота поштован је као мученик и чудотворац, јер је често прогањан, хапшен и мучен због одбране православне вере. Умро је у прогонству 826. године, окружен ученицима. Две године касније је канонизован.
Његов брат је био архиепископ града Солуна и касније светитељ Јосиф Исповедник.